# Reino Enroth
Reino Enroth – fiński kierowca wyścigowy.

## Życiorys
W latach 80. zadebiutował w Fińskiej Formule V. Ścigał się wówczas w barwach klubu HelRA z Helsinek. W 1983 roku rywalizował pojazdem marki SAKNAS, a na koniec sezonu zajął trzynaste miejsce w klasyfikacji. W sezonie 1985 rozpoczął korzystanie z Veemaxa. W mistrzostwach kraju był wówczas siódmy. W 1987 roku ścigał się Martinem, a rok później – Cosfordem, zajmując nim jedenaste miejsce w Formule V.
W 1989 roku ścigał się w Pucharze Skandynawsko-Bałtyckim. Zajął m.in. trzecie miejsce w wyścigu na torze Biķernieki, a na koniec sezonu zajął w pucharze trzecią pozycję, ulegając jedynie Ottowi Vanaselji i Ulfowi Johanssonowi. W sezonie 1990 rywalizował Esttekiem w Fińskiej Formule 4, kończąc sezon na szesnastym miejscu. W roku 1992 zajął Reynardem dziewiąte miejsce w łączonym wyścigu Formuły 3 i Formuły 4 Alastaro F3. W 1998 roku powrócił do Fińskiej Formuły 4, rywalizując Raltem RT35, a sezon ukończył na czternastej pozycji. W 2011 roku wziął udział w dwóch wyścigach serii V8 Thunder NEZ.